# Tadeu Maia
Judas Tadeu de Andrade Maia (Picos, 5 de dezembro de 1943) é um advogado e político brasileiro que foi deputado estadual pelo Piauí.

## Dados biográficos
Filho de Enéas Maia Neto e Durvalina de Andrade Maia. Advogado formado na Universidade Federal do Ceará, foi subsecretário de Indústria e Comercio no segundo governo Alberto Silva e secretário do Trabalho e Ação Comunitária no governo Freitas Neto. Membro do PDS, integrou também o PPR e o PPB sendo eleito deputado estadual em 1994, 1998 e 2002. Não reeleito no pleito seguinte, voltou à advocacia até que nos dois governos de Wilson Martins ocupou, respectivamente, os cargos de secretário de Governo e diretor-geral do Instituto de Terras do Piauí (INTERPI). Nesse retorno à vida pública sua família já migrara do PP para o PSB.
Irmão de José de Andrade Maia e Raimundo Nonato de Andrade Maia, que foram prefeitos em Itainópolis e Vera Mendes ao longo dos anos, e tio do ex-deputado federal José Maia Filho.